# Giuseppe Sordini
Giuseppe Sordini (Cagli, 25 maggio 1899 – Cagli, 28 novembre 1979) è stato un musicista italiano.

## Biografia
Nato a Cagli il 25 maggio del 1899, Giuseppe Sordini inizia giovanissimo a studiare pianoforte con Alessandro Anniballi maestro di cappella della  Basilica Cattedrale di Cagli.
Qualche anno più tardi prende lo studio della tromba con il maestro Amleto Tornari dimostrando ben presto un'eccezionale attitudine tanto che a sedici anni è prima tromba solista nella Banda Cittadina di Rovigo mentre a Milano fu scritturato all'Apollo.
Nel 1925 diviene prima tromba dell'Orchestra sinfonica del  Conservatorio di Milano per poi passare, su invito e scelta del maestro Arturo Toscanini al Teatro alla Scala di Milano dove ricoprirà per diversi anni il ruolo di prima tromba.
Successivamente su istanza di Riccardo Pick-Mangiagalli riceve l'incarico dell'insegnamento della tromba e del trombone al Conservatorio Giuseppe Verdi di Milano.
Al Conservatorio Claudio Monteverdi di Bolzano sotto la guida di Mario Mascagni allievo del celebre  Pietro, Giuseppe Sordini insegna in anni in cui al Conservatorio si possono annotare quali docenti illustri musicisti come: Luigi Ferdinando Tagliavini, Nunzio Montanari, Giannino Carpi, Renato Zanettovich, Paolo Borciani, Maria Tipo nonché il musicologo Guglielmo Barblan.
Figlio di Giuseppe è il pittore patafisico Ettore Sordini.
Muore a Cagli, dove si era ritirato, il 28 novembre 1979.